# はーさん! ねねの! すんどめ!
『はーさん! ねねの! すんどめ!』は、東海ラジオで2017年10月2日から2019年3月29日まで放送されたラジオ番組。

## 概要
これまでの『FINE DAYS!』の放送枠を引き継ぎ、新しい平日午後のラジオのトークバラエティー番組として再出発。
『FINE DAYS!』では金曜を除き東京・大阪から日替わりでタレントを招聘する形式をとっていたが、再び『ぶっつけワイド』や『宮地佑紀生の聞いてみや〜ち』同様の名古屋のタレント・アナウンサーが東海ラジオ平日昼ワイドを担当する形式に戻された。これは次番組の『イチヂカラ!』や『OH! MY CHANNEL!』へも引き継がれている。
この番組は、河原龍夫とねねの2人が「寸止めギリギリを攻める」とした上で「わくわくドキドキ」を生み出すトークバラエティー番組で、いわゆる「おっさん世代」を対象にした懐かしい音楽に加え、その日に入ってきたニュースや情報も送る。
なお、河原が東海ラジオのワイド帯番組を担当するのは、1991年4月をもって企画ネットを終了した『TOYOTA SUPER COUNTDOWN 50』以来で、ねねとともに平日帯ワイド番組を担当するのは初めてであった。
2019年春改編で、『山浦!深谷!イチヂカラ!』が放送を開始することにより、3月29日をもって放送終了となった。

## 放送時間
- 平日 13:00 - 16:00

## パーソナリティ
- 河原龍夫
- ねね
- レポーター：なかし (木・金、スペードの3)

### ピンチヒッター
- 2017年11月17・20・21日 - 河原が網膜剥離発症のため休演。17日は井田勝也（東海ラジオアナウンサー）、20・21日はなかしが代演。

## 主なコーナー

### 13時台
- あの頃は! - あらゆるジャンルの昭和のヒットを振り返るコーナー[2]。
- テーマにすんどめ!
- クイズあなた次第! （月・水・金）- 電話参加型のクイズコーナー。通話相手の年齢・趣味などをパーソナリティの2人が当てる。正解の場合、商品券がプレゼントされる[2]。
- すんどめ人生相談（火・木）
- マイホームパパ（月・水・金） - リスナーの家族のエピソードを紹介するコーナー。
- 中日新聞ニュース・天気予報・東海ラジオ交通情報
- DJねねの!YOU上がっちゃいなよ! - ねねが選曲した曲を放送する。

### 14時台
- 夕刊エクスプレス - 中日新聞社社会部デスクと中継を結び、中日新聞夕刊から注目記事を紹介。
- 夕刊ネタをうけて!はーさんとねねがすんどめ!
- あなたの愚痴、査定します! - リスナーの愚痴を紹介するコーナー。そして、愚痴を2人が査定しそれに応じた金額をプレゼントする[2]。
- 飛びこみマイク - レポートドライバーによる中継コーナー。
- 中日新聞ニュース・天気予報・東海ラジオ交通情報
- はーさんの!実は僕、ミュージシャンなんです。

### 15時台
- ドラゴンズ情報 - 中日ドラゴンズの情報をスポーツアナウンサーなどが日替わりで伝える。
- 東桜ロマン劇場 - エロをテーマに日替わり企画を放送[2]。
  - お初(おはつ)!（月） - 若かりし頃のエッチにまつわる初体験エピソードを紹介。
  - 私って変?（火） - エロにまつわる趣味や癖を紹介。
  - 失敗しちゃった!（水） - エロにまつわる失敗談を紹介。
  - これってエロく聞こえちゃう!?（木） - “自称エロく聞こえる言葉”を紹介。
  - 即興東桜ロマン劇場（金） - 2人が台本無しの即興エロドラマに挑戦する。
- これであなたも!なううぃね～～～!!! - 世の中で流行っているモノを勉強するコーナー[2]。
  - はーさんのすんどめ講座（月） - はーさんが雑学を伝授する。
  - ねねのすんどめ講座（火） - ねねが雑学を伝授する。
  - SKE48の!これであなたもなうぃいねぇぇぇ!（水） - SKE48が出演し、若い女性で流行っているものを紹介する。「なうぃいねぇ」は「NOWいね」から。
  - 街頭インタビューで!あなたもなうぃいねぇぇぇ!（木・金） - なかし（スペードの3）が名古屋の中心部などでシニア世代や若者に流行っている事をインタビューするコーナー。
- 杉浦一幸のおしゃれインテリアトーク （水）
- 青山紀子の「あくまで」ワイン （木）
- すんどめ反省会
- リポート119（月 - 木） - 名古屋市消防局からの防火・防災などに関するお知らせ。
- 中日新聞ニュース・天気予報・東海ラジオ交通情報
- エンディング

## 特別編成

### 公開生放送
- 2017年11月23日 - 名古屋モーターショーの会場から公開生放送を実施（13:00 - 15:00）[3]。
  - ゲスト:トミタ栞、BOYS AND MEN研究生
  - 15:00 - 16:00は、東海ラジオ本社スタジオから『井田!なかしの!すんどめ!』として放送 - パーソナリティ：井田勝也（東海ラジオアナウンサー）、なかし
- 2018年2月12日 - アスナル金山で公開生放送を実施（13:00 - 15:00）[4]。
  - 出演：SKE48チームKII 白井琴望
  - ゲスト：UNIONE
  - 15:00 - 16:00は、東海ラジオ本社スタジオから『井田!なかしの!すんどめ!』として放送 - パーソナリティ：井田勝也（東海ラジオアナウンサー）、なかし
- 2018年10月8日 - アスナル金山で公開生放送を実施（13:00 - 15:00）[5]。
  - 出演：SKE48チームKII 小畑優奈、古畑奈和
  - ゲスト：海蔵亮太
  - 15:00 - 16:00は、東海ラジオ本社スタジオから『井田!なかしの!すんどめ!』として放送 - パーソナリティ：井田勝也（東海ラジオアナウンサー）、なかし